# Achaearanea alboinsignita
Espèce
Achaearanea alboinsignita est une espèce d'araignées aranéomorphes de la famille des Theridiidae.

## Distribution
Cette espèce est endémique de l'archipel des Comores.

## Publication originale
- Locket, 1980 : Some spiders from the Comoro Islands. Bulletin British Arachnological Society, vol. 5, no 3, p. 117-128.